# 11927 Mount Kent
11927 Mount Kent este un asteroid din centura principală de asteroizi.

## Descriere
11927 Mount Kent este un asteroid din centura principală de asteroizi. A fost descoperit pe 16 ianuarie 1993 la Geisei de Tsutomu Seki. Asteroidul prezintă o orbită caracterizată de o semiaxă mare de 2,57 ua, o excentricitate de 0,06 și o înclinație de 14,8° în raport cu ecliptica.